# Porte Dijeaux
La porte Dijeaux est une porte de la ville de Bordeaux, dans le département français de la Gironde. 
Elle est classée monument historique le 2 juin 1921.

## Situation
La porte Dijeaux est située à l’extrémité ouest du decumanus formé par l'alignement des rues porte-Dijeaux et Saint-Rémi. Elle débouche sur la place Gambetta.

## Toponymie
La porte Dijeaux est également connue sous le nom de porte Dauphine (sous Louis XIV).
Son nom est historiquement attesté sous les formes instables : de Giu, Dijeu, Dijeus, Digaus, etc. 
Il existe deux hypothèses au sujet de l'étymologie du mot "Dijeaux" : 
1. Selon l'abbé Baurein, son nom viendrait de porta deus Judias, "porte des juifs" en gascon, parce qu'au Moyen-Âge, elle mettait la ville en communication avec le quartier juif du mont Judaïque[3].
2. D'après Camille Jullian, l'origine du nom serait en rapport avec le temple de Jupiter qui se dressait à cet emplacement à l'époque gallo-romaine. La porte se serait appelée Porta Jovis en latin et son nom actuel viendrait de la déformation de l'expression de Jòu signifiant "de Jupiter" en gascon, la langue traditionnelle de Bordeaux[4]. Le préfixe di- vient de l'attraction paronymique du mot gascon dijàus signifiant jeudi (le jour de Jupiter)[5].

## Histoire
L'actuelle Porte Dijeaux est la troisième du nom. 
La première, l'une des quatorze portes de l'enceinte romaine bordelaise du IVe siècle, était une simple ouverture percée dans l'épaisseur de la face occidentale de la muraille, à l'extrémité d'une longue rue droite. Elle aurait été, selon Camille Jullian, la porte de Jupiter, « porta Jovia ». 
Elle n'a pas été touchée par l'agrandissement du XIIIe siècle vers le sud. 
Les nouveaux remparts du XIVe siècle la déplacent de dix à douze mètres plus à l'ouest, dans le mur de la nouvelle enceinte, entre deux tours rondes en saillie sur le fossé. À l'extérieur, un merlon en forme de demi-lune, haut de 8 à 10 m servait de redoute. Cette porte qui faisait communiquer la ville avec le faubourg Saint-Seurin, servait aussi de défense en cas d'attaque venant du faubourg. Elle permit notamment de résister douze jours au siège du Maréchal de la Mailleray après qu'il eut, à la tête des troupes royales, occupé le faubourg Saint-Seurin durant la Fronde de 1650.
Pour continuer les embellissements de Bordeaux effectués par l'intendant Tourny, les jurats décidèrent, en 1746, la création de la place Dauphine (actuelle place Gambetta) entre les anciennes portes du XIVe siècle Dauphine et Dijeaux et, en conséquence, la démolition de la demi-lune au-devant de celle-ci. En fait, la porte elle-même fut aussi détruite et a été remplacée par le monument actuel, construit par Voisin entre 1748 et 1753 sur les plans de l’architecte André Portier. Le décor est de Claude-Clair Francin. Elle marque l'aboutissement sur la place Dauphine d'une longue rue droite qui, partant de la place royale ouverte sur le fleuve, n'est autre que l'ancienne artère romaine « decumanus » qui menait à la porte de Jupiter.
Elle subsiste aujourd'hui isolée et privée de ses guichets piétons latéraux. On observe que, depuis ce temps, la ville s'est beaucoup étendue vers l'ouest.
La porte est rénovée en 1971 puis de nouveaux travaux ont démarré en janvier 2022 pour une durée d'environ cinq mois.

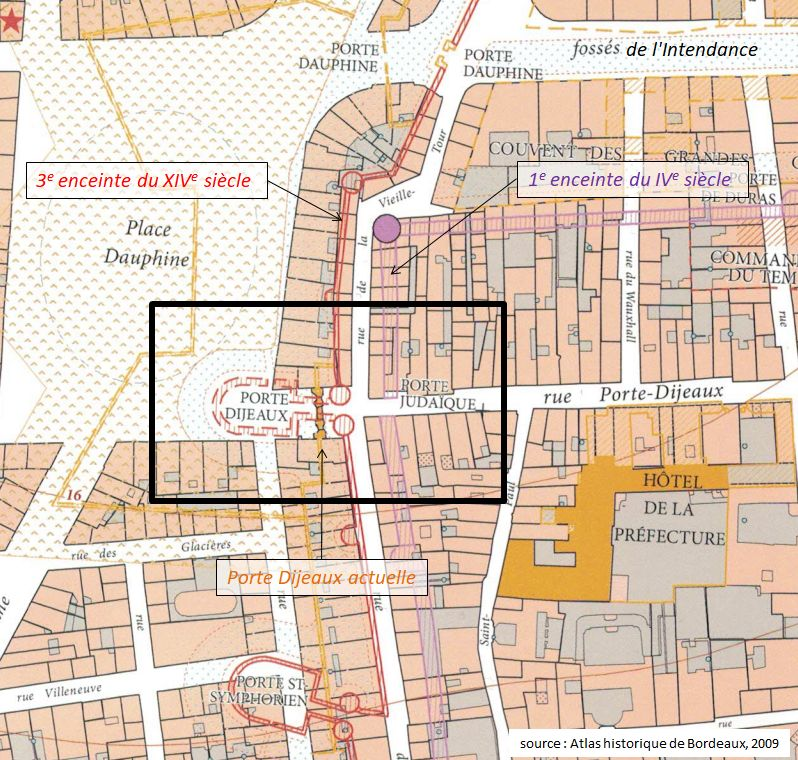
Succession des trois portes aux IVe, XIVe et XVIIIe siècles
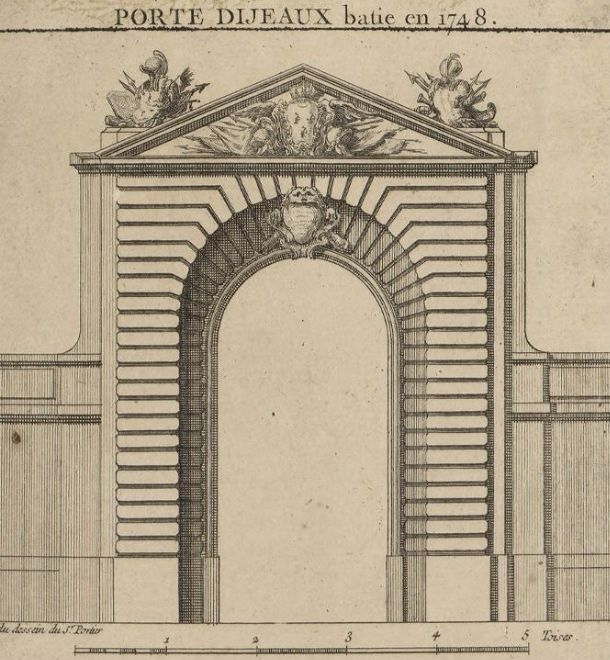
Dessin de la porte par Portier en 1748
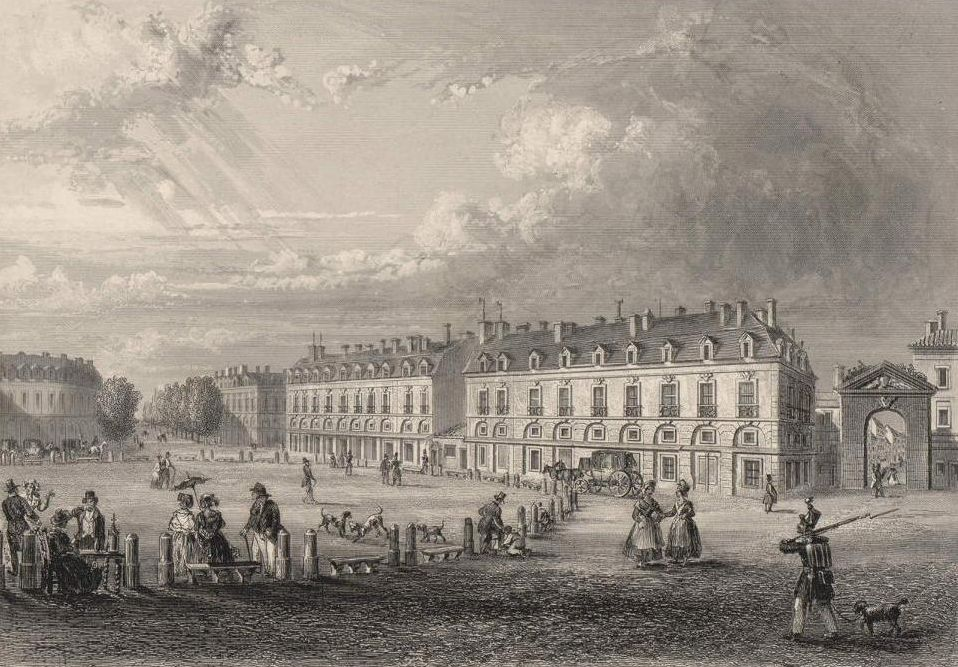
Vue sur la place Dauphine (aujourd'hui place Gambetta) avec la porte à droite.

## Description
Elle est en pierre de Frontenac, pierre dure et dense, habituellement utilisée pour les fondations d’un bâtiment (pour les parties supérieures on utilise habituellement la pierre de Bourg). On peut remarquer dans cette pierre poreuse, des sédiments de coquilles. 

## Galerie

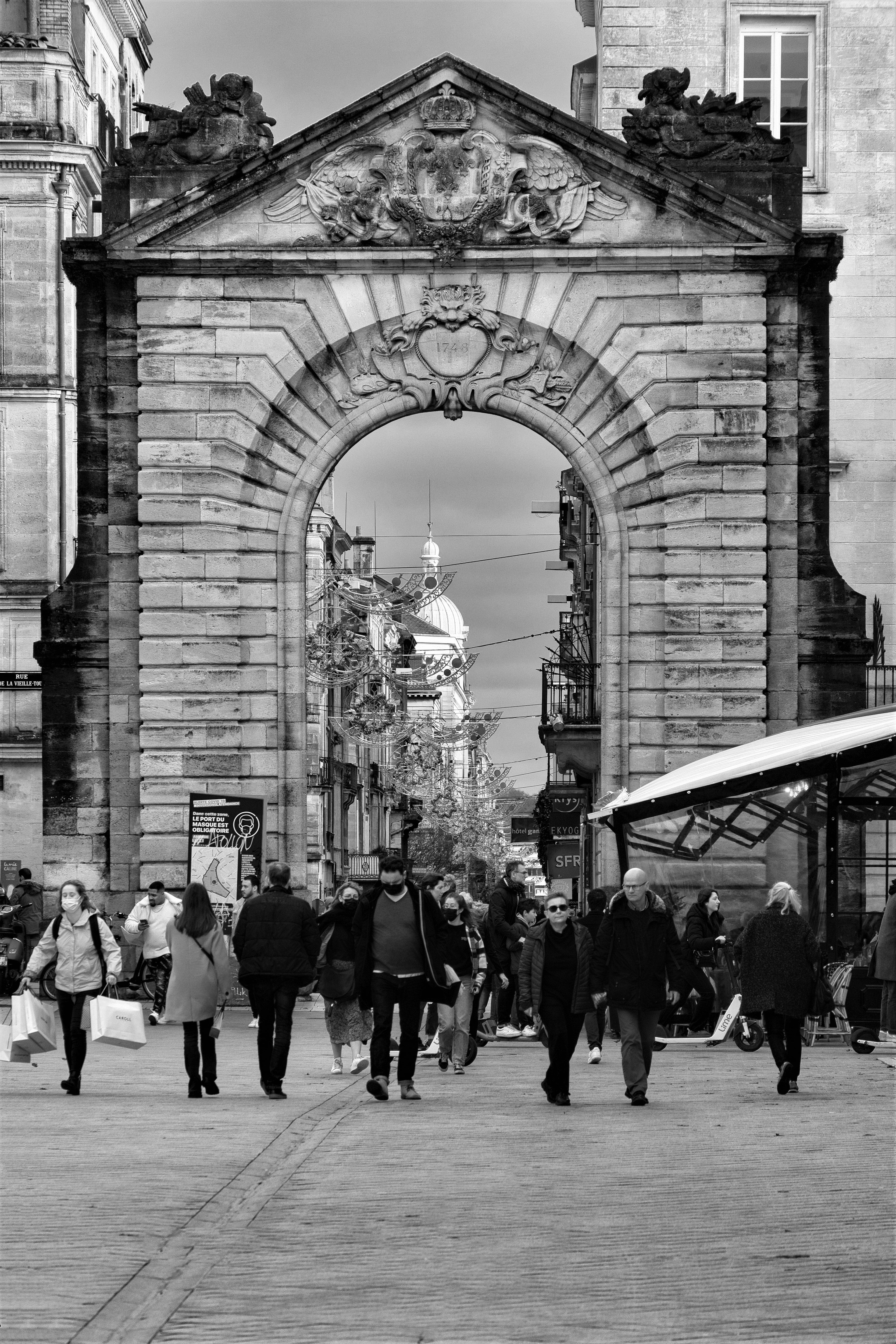
Comme un cadre qui s'ouvre sur le centre ville.
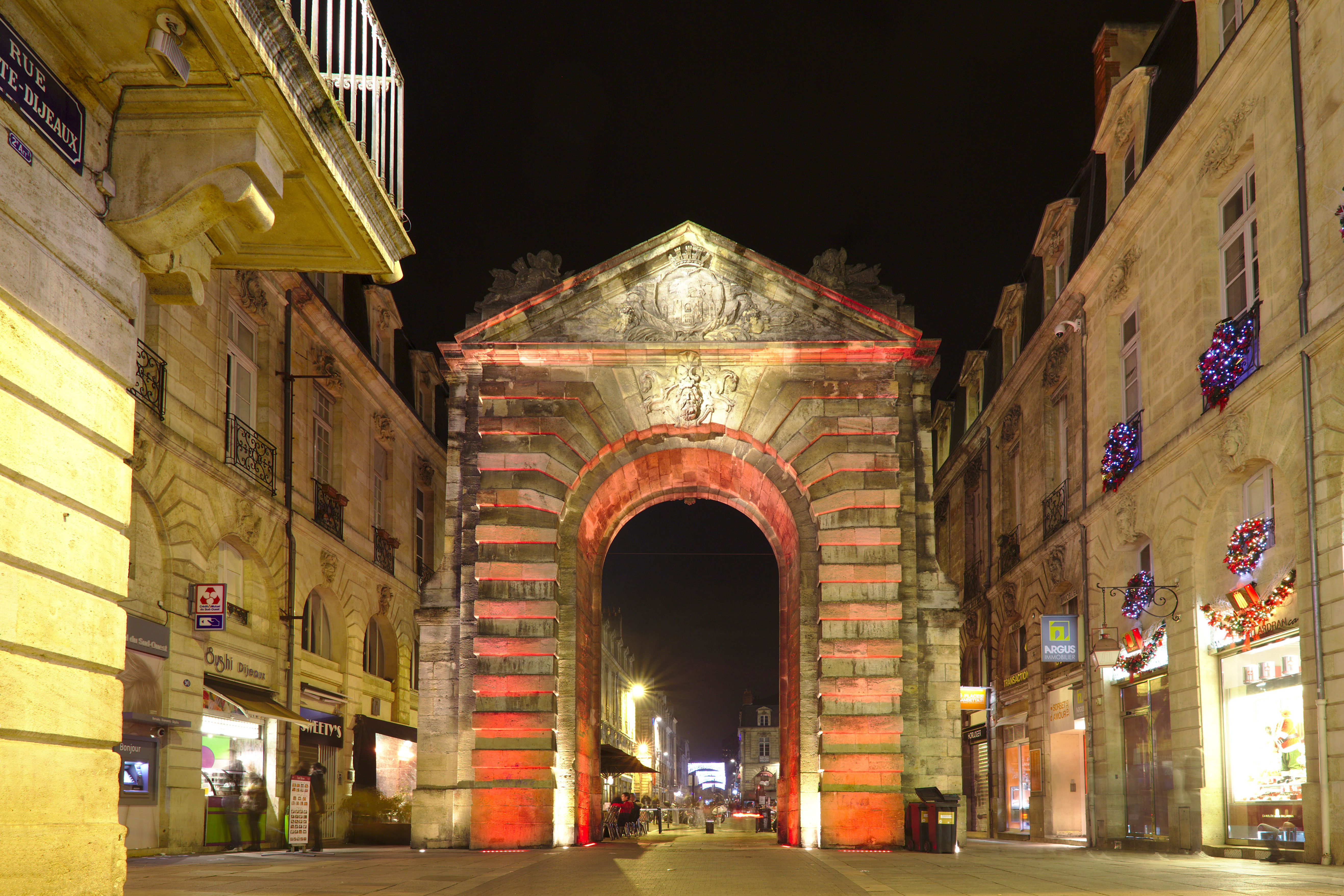
Porte Dijeaux la nuit.